# Faumont
Faumont est une commune française située dans le département du Nord (59), en région Hauts-de-France.

## Géographie

### Description
Faumont est située dans la région historique du Pévèle.

### Communes limitrophes
Les communes limitrophes sont  Bersée, Coutiches, Flines-lez-Raches, Moncheaux, Mons-en-Pévèle, Raimbeaucourt et Râches.
| Mons-en-Pévèle |         | Bersée            |
| Moncheaux      | Faumont | Coutiches         |
| Raimbeaucourt  | Râches  | Flines-lez-Raches |

### Hydrographie

#### Réseau hydrographique
La commune est située dans le bassin Artois-Picardie. Elle est drainée par le ruisseau du Pont Ducat, la Derrible, la Potence, la Rue Colette, le Boujon et un autre petit cours d'eau,.
Le Courant de Coutiches Amont, d'une longueur de 17 km, prend sa source dans la commune de Thumeries et se jette  dans le Marichon à Marchiennes, après avoir traversé huit communes.

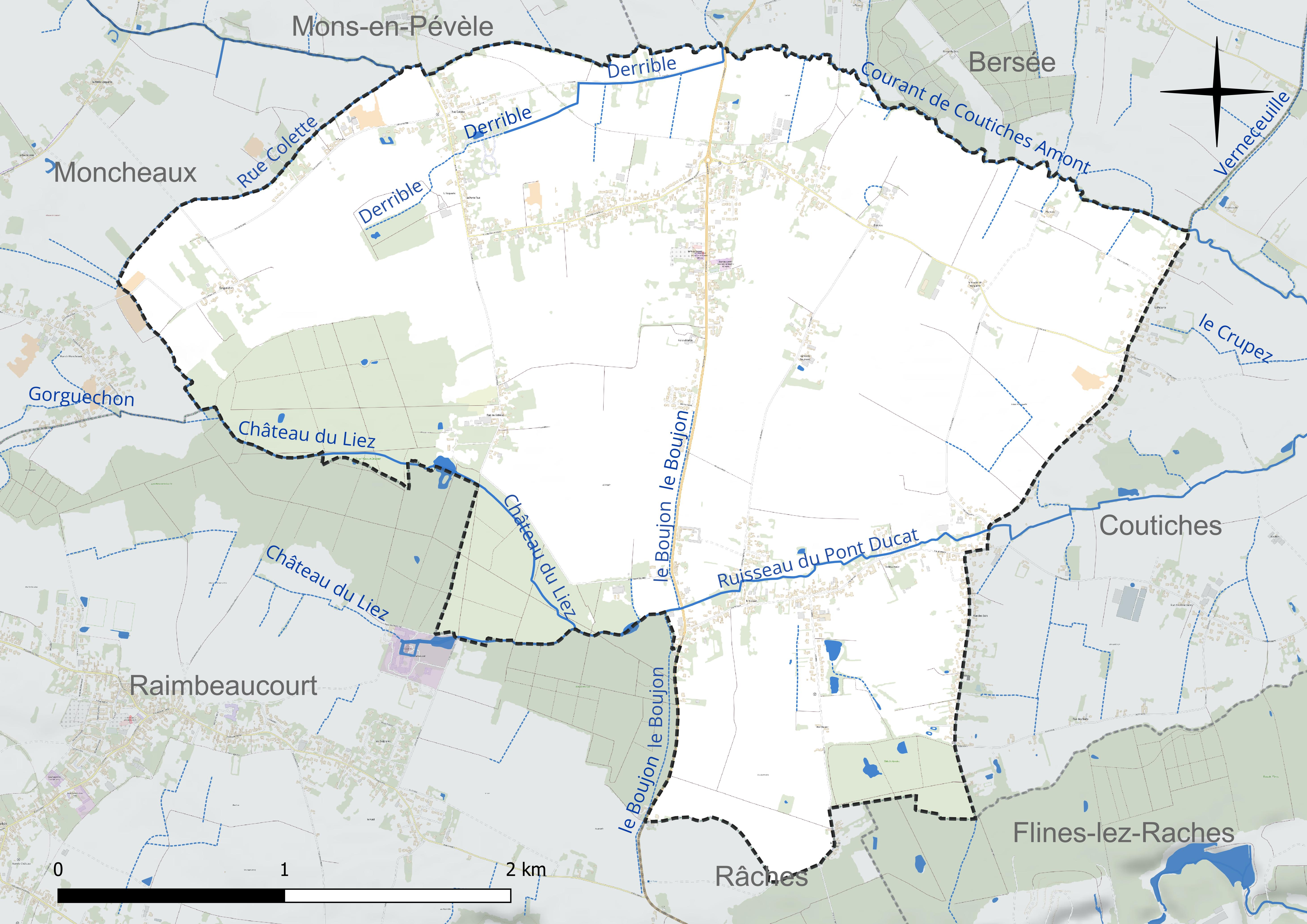
Réseau hydrographique de Faumont.

#### Gestion et qualité des eaux
Le territoire communal est couvert par le schéma d'aménagement et de gestion des eaux (SAGE) « Scarpe aval ». Ce document de planification concerne un territoire de 624 km2 de superficie, délimité par le bassin versant de la Scarpe aval, comprenant la Pévèle, la plaine de la Scarpe et le bassin minier avec l'Ostrevent. Le périmètre a été arrêté le 18 mars 1997 et le SAGE proprement dit a été approuvé le 12 mars 2009, puis révisé le 5 juillet 2021. La structure porteuse de l'élaboration et de la mise en œuvre est le parc naturel régional Scarpe-Escaut.
La qualité des cours d'eau peut être consultée sur un site dédié géré par les agences de l'eau et l'Agence française pour la biodiversité.

### Climat
Pour des articles plus généraux, voir Climat des Hauts-de-France et Climat du Nord.
En 2010, le climat de la commune est de type climat océanique dégradé des plaines du Centre et du Nord, selon une étude du CNRS s'appuyant sur une série de données couvrant la période 1971-2000. En 2020, Météo-France publie une typologie des climats de la France métropolitaine dans laquelle la commune est exposée à un climat océanique et est dans la région climatique Nord-est du bassin Parisien, caractérisée par un ensoleillement médiocre, une pluviométrie moyenne régulièrement répartie au cours de l'année et un hiver froid (3 °C).
Pour la période 1971-2000, la température annuelle moyenne est de 10,6 °C, avec une amplitude thermique annuelle de 14,6 °C. Le cumul annuel moyen de précipitations est de 689 mm, avec 11,5 jours de précipitations en janvier et 9,3 jours en juillet. Pour la période 1991-2020, la température moyenne annuelle observée sur la station météorologique la plus proche, située sur la commune de Cappelle-en-Pévèle à 6 km à vol d'oiseau, est de 11,1 °C et le cumul annuel moyen de précipitations est de 736,6 mm,. Pour l'avenir, les paramètres climatiques de la commune estimés pour 2050 selon différents scénarios d'émission de gaz à effet de serre sont consultables sur un site dédié publié par Météo-France en novembre 2022.

## Urbanisme

### Typologie
Au 1er janvier 2024, Faumont est catégorisée bourg rural, selon la nouvelle grille communale de densité à sept niveaux définie par l'Insee en 2022.
Elle est située hors unité urbaine. Par ailleurs la commune fait partie de l'aire d'attraction de Lille (partie française), dont elle est une commune de la couronne,. Cette aire, qui regroupe 201 communes, est catégorisée dans les aires de 700 000 habitants ou plus (hors Paris),.

### Occupation des sols

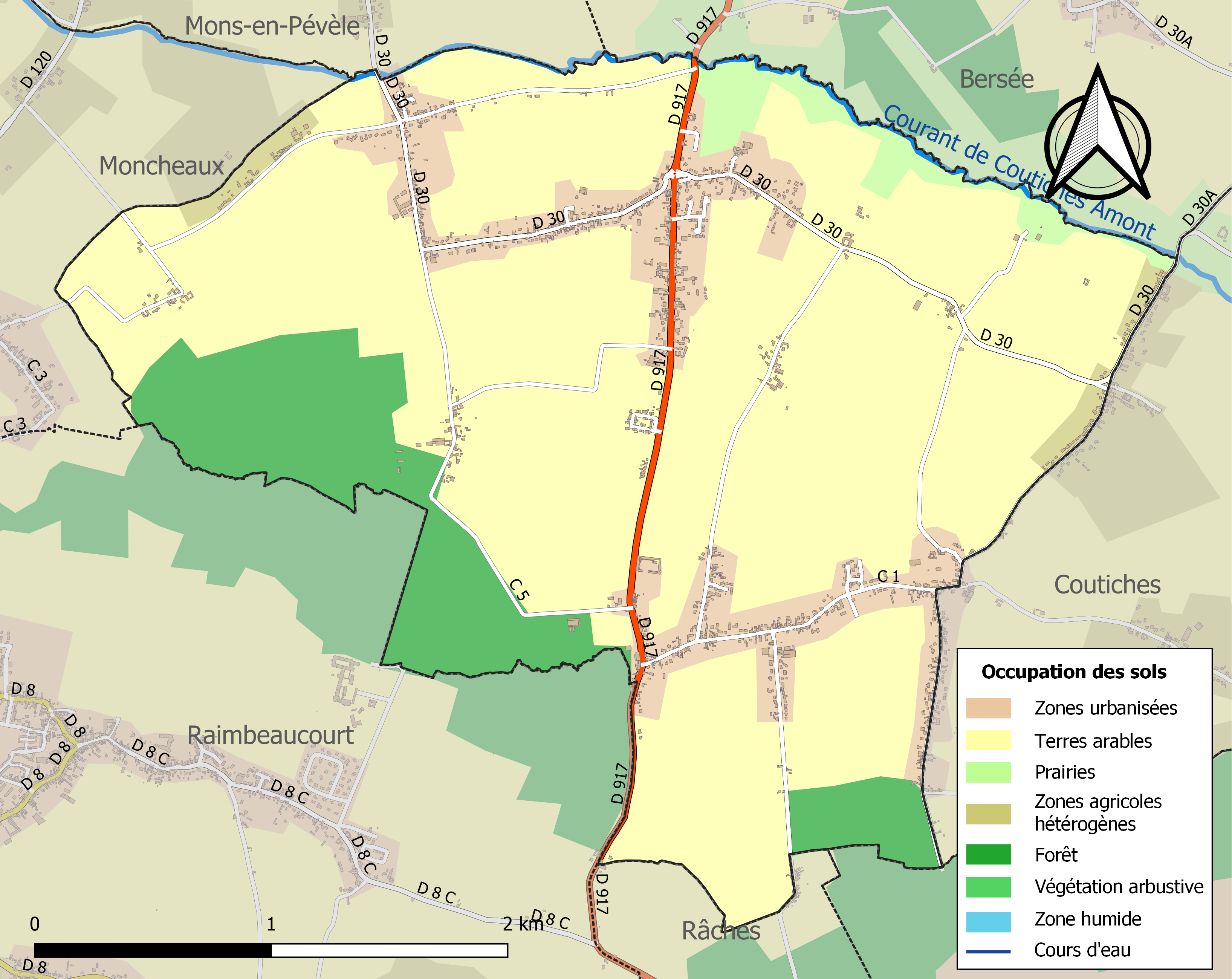
Carte des infrastructures et de l'occupation des sols de la commune en 2018 (CLC).

L'occupation des sols de la commune, telle qu'elle ressort de la base de données européenne d'occupation biophysique des sols Corine Land Cover (CLC), est marquée par l'importance des territoires agricoles (74,9 % en 2018), en diminution par rapport à 1990 (77,1 %). La répartition détaillée en 2018 est la suivante : 
terres arables (70,6 %), forêts (12,7 %), zones urbanisées (12,4 %), prairies (2,7 %), zones agricoles hétérogènes (1,6 %). L'évolution de l'occupation des sols de la commune et de ses infrastructures peut être observée sur les différentes représentations cartographiques du territoire : la carte de Cassini (XVIIIe siècle), la carte d'état-major (1820-1866) et les cartes ou photos aériennes de l'IGN pour la période actuelle (1950 à aujourd'hui).

### Habitat et logement
En 2018, le nombre total de logements dans la commune était de 908, alors qu'il était de 875 en 2013 et de 811 en 2008.
Parmi ces logements, 94,2 % étaient des résidences principales, 0,6 % des résidences secondaires et 5,2 % des logements vacants. Ces logements étaient pour 97,7 % d'entre eux des maisons individuelles et pour 0,9 % des appartements.
Le tableau ci-dessous présente la typologie des logements à Faumont en 2018 en comparaison avec celle du Nord et de la France entière. Une caractéristique marquante du parc de logements est ainsi une proportion de résidences secondaires et logements occasionnels (0,6 %) inférieure à celle du département (1,6 %) et à celle de la France entière (9,7 %). Concernant le statut d'occupation de ces logements, 84,3 % des habitants de la commune sont propriétaires de leur logement (84,2 % en 2013), contre 54,7 % pour le Nord et 57,5 % pour la France entière.
| Typologie                                               | Faumont | Nord | France entière |
| ------------------------------------------------------- | ------- | ---- | -------------- |
| Résidences principales (en %)                           | 94,2    | 90,8 | 82,1           |
| Résidences secondaires et logements occasionnels (en %) | 0,6     | 1,6  | 9,7            |
| Logements vacants (en %)                                | 5,2     | 7,7  | 8,2            |

### Voies de communication et transports
La commune est desservie par la ligne 856 du réseau interurbain Arc-en-Ciel 2.

## Histoire
Au départ simple lieu-dit de la seigneurie de la Grande Vacquerie, dépendant du fief de Coutiches, Faumont évolue  pour devenir un hameau  de Coutiches[réf. nécessaire].
La commune est créée en 1830 par détachement de celle de Coutiche. Son territoire est également devenu une paroisse catholique à la même époque[réf. nécessaire].

## Politique et administration

### Rattachements administratifs et électoraux

#### Rattachements administratifs
La commune se trouve depuis sa création en 1830 dans l'arrondissement de Douai du département du Nord.
Elle faisait partie depuis lors du canton d'Orchies. Dans le cadre du redécoupage cantonal de 2014 en France, cette circonscription administrative territoriale a disparu, et le canton n'est plus qu'une circonscription électorale.

#### Rattachements électoraux
Pour les élections départementales, la commune fait partie depuis 2014 d'un nouveau canton d'Orchies porté de 9 à 16 communes.
Pour l'élection des députés, elle fait partie de la sixième circonscription du Nord.

### Intercommunalité
Faumont  est membre de la communauté d'agglomération dénommée Douaisis Agglo, un établissement public de coopération intercommunale (EPCI) à fiscalité propre créé fin 2001 sous le nom de communauté d'agglomération du Douaisis (CAD), et auquel la commune avait transféré un certain nombre de ses compétences, dans les conditions déterminées par le code général des collectivités territoriales.

### Tendances politiques et résultats
Lors du premier tour des élections municipales le 15 mars 2020, dix-neuf sièges sont à pourvoir ; on dénombre 1 798 inscrits, dont 1 015 votants (56,45 %), 11 votes blancs (1,08 %) et 994 suffrages exprimés (97,93 %). La liste Faumont demain menée par Gilles Barbieux recueille 700 voix (70,42 %) et remporte ainsi dix-sept sièges au conseil municipal, contre deux pour la liste Tous unis pour Faumont menée par Marie-Hélène Quatrebœufs-Niklikowski avec 294 voix (29,58 %),.

## Population et société

### Démographie

#### Évolution démographique
L'évolution du nombre d'habitants est connue à travers les recensements de la population effectués dans la commune depuis 1831. Pour les communes de moins de 10 000 habitants, une enquête de recensement portant sur toute la population est réalisée tous les cinq ans, les populations de référence des années intermédiaires étant quant à elles estimées par interpolation ou extrapolation. Pour la commune, le premier recensement exhaustif entrant dans le cadre du nouveau dispositif a été réalisé en 2005.

En 2022, la commune comptait 2 255 habitants, en évolution de +4,98 % par rapport à 2016 (Nord : +0,51 %, France hors Mayotte : +2,11 %).
| 1831  | 1836  | 1841  | 1846  | 1851  | 1856  | 1861  | 1866  | 1872  |
| ----- | ----- | ----- | ----- | ----- | ----- | ----- | ----- | ----- |
| 1 399 | 1 457 | 1 507 | 1 500 | 1 569 | 1 491 | 1 543 | 1 598 | 1 586 |

| 1876  | 1881  | 1886  | 1891  | 1896  | 1901  | 1906  | 1911  | 1921  |
| ----- | ----- | ----- | ----- | ----- | ----- | ----- | ----- | ----- |
| 1 636 | 1 617 | 1 570 | 1 545 | 1 510 | 1 526 | 1 461 | 1 464 | 1 231 |

| 1926  | 1931  | 1936  | 1946  | 1954  | 1962  | 1968  | 1975  | 1982  |
| ----- | ----- | ----- | ----- | ----- | ----- | ----- | ----- | ----- |
| 1 234 | 1 302 | 1 281 | 1 276 | 1 268 | 1 248 | 1 277 | 1 342 | 1 384 |

| 1990  | 1999  | 2005  | 2006  | 2010  | 2015  | 2020  | 2022  | - |
| ----- | ----- | ----- | ----- | ----- | ----- | ----- | ----- | - |
| 1 663 | 1 917 | 2 088 | 2 090 | 2 096 | 2 150 | 2 235 | 2 255 | - |

#### Pyramide des âges
La population de la commune est relativement jeune.
En 2018, le taux de personnes d'un âge inférieur à 30 ans s'élève à 35,0 %, soit en dessous de la moyenne départementale (39,5 %). À l'inverse, le taux de personnes d'âge supérieur à 60 ans est de 22,8 % la même année, alors qu'il est de 22,5 % au niveau départemental.
En 2018, la commune comptait 1 059 hommes pour 1 132 femmes, soit un taux de 51,67 % de femmes, légèrement inférieur au taux départemental (51,77 %).
Les pyramides des âges de la commune et du département s'établissent comme suit.
| Hommes | Classe d’âge | Femmes |
| ------ | ------------ | ------ |
| 0,1    | 90 ou +      | 0,8    |
| 4,1    | 75-89 ans    | 5,1    |
| 18,3   | 60-74 ans    | 17,1   |
| 23,2   | 45-59 ans    | 22,7   |
| 19,3   | 30-44 ans    | 19,2   |
| 14,7   | 15-29 ans    | 14,3   |
| 20,3   | 0-14 ans     | 20,8   |

| Hommes | Classe d’âge | Femmes |
| ------ | ------------ | ------ |
| 0,5    | 90 ou +      | 1,4    |
| 5,3    | 75-89 ans    | 8,1    |
| 14,8   | 60-74 ans    | 16,2   |
| 19,1   | 45-59 ans    | 18,4   |
| 19,5   | 30-44 ans    | 18,7   |
| 20,7   | 15-29 ans    | 19,1   |
| 20,2   | 0-14 ans     | 18     |

## Culture locale et patrimoine

### Lieux et monuments
- L'église Saint-Roch.
- La chapelle Notre-Dame-de-Lourdes.

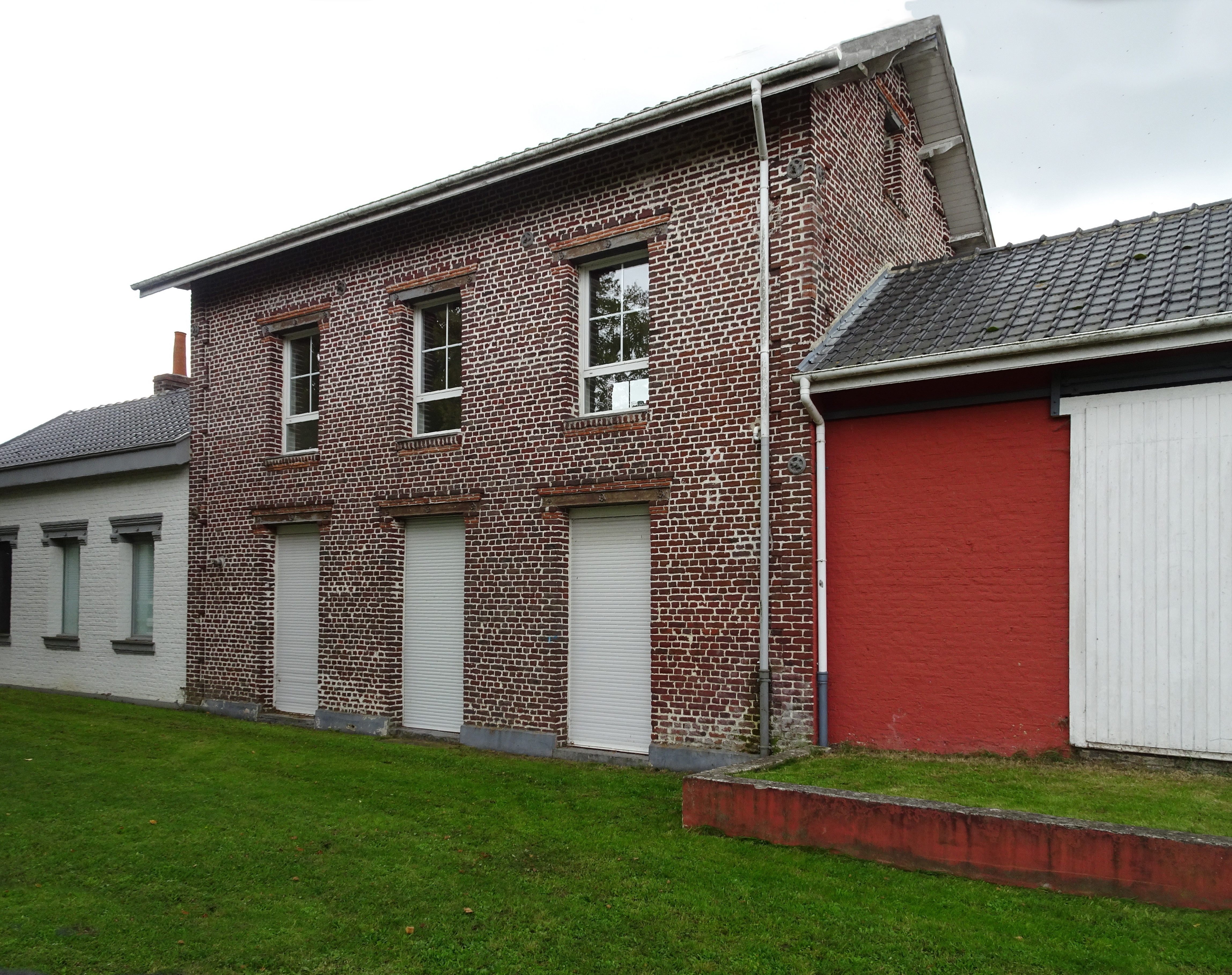
Ancienne gare de la Compagnie du chemin de fer de Pont-de-la-Deûle à Pont-à-Marcq
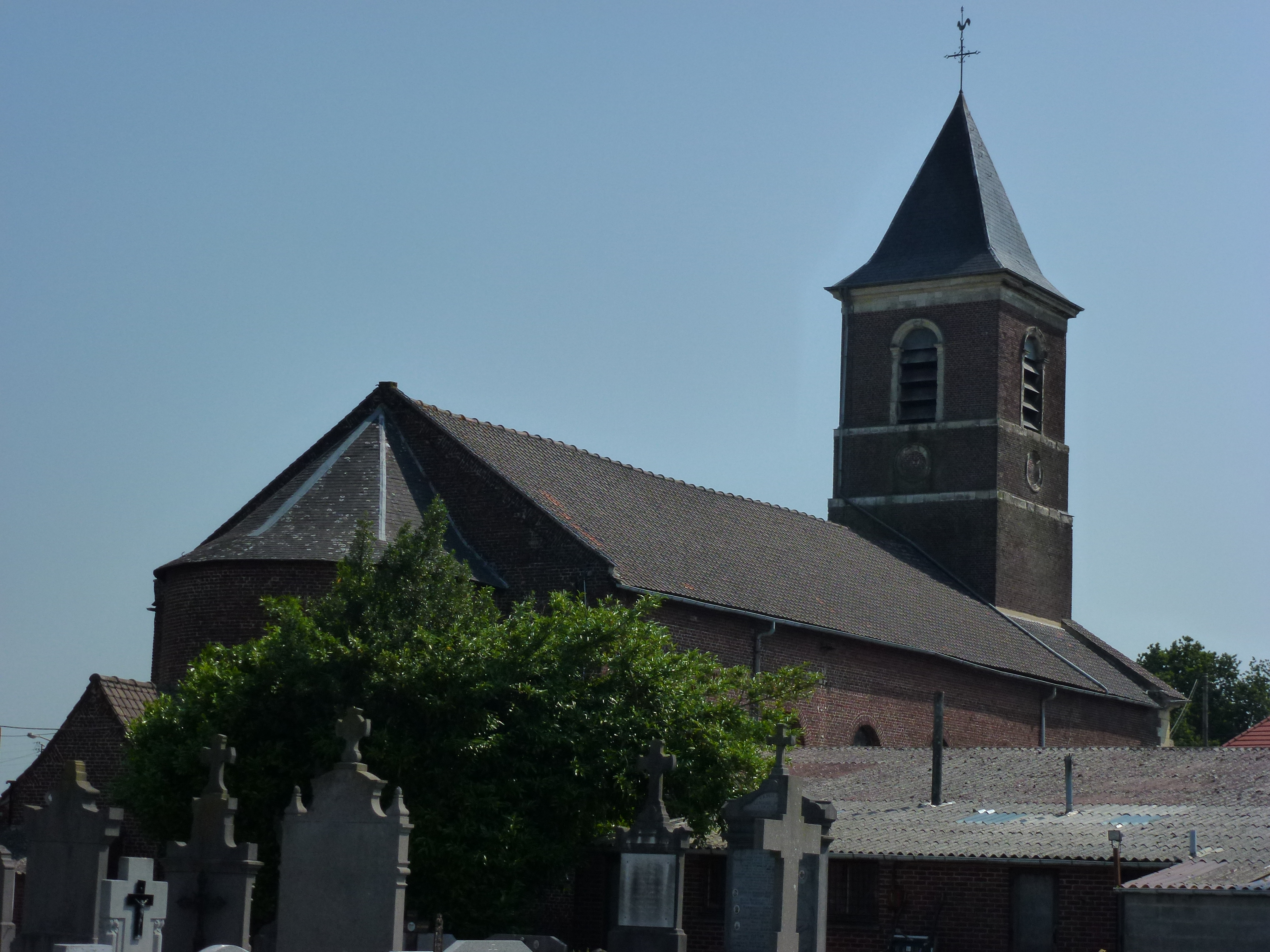
L'église
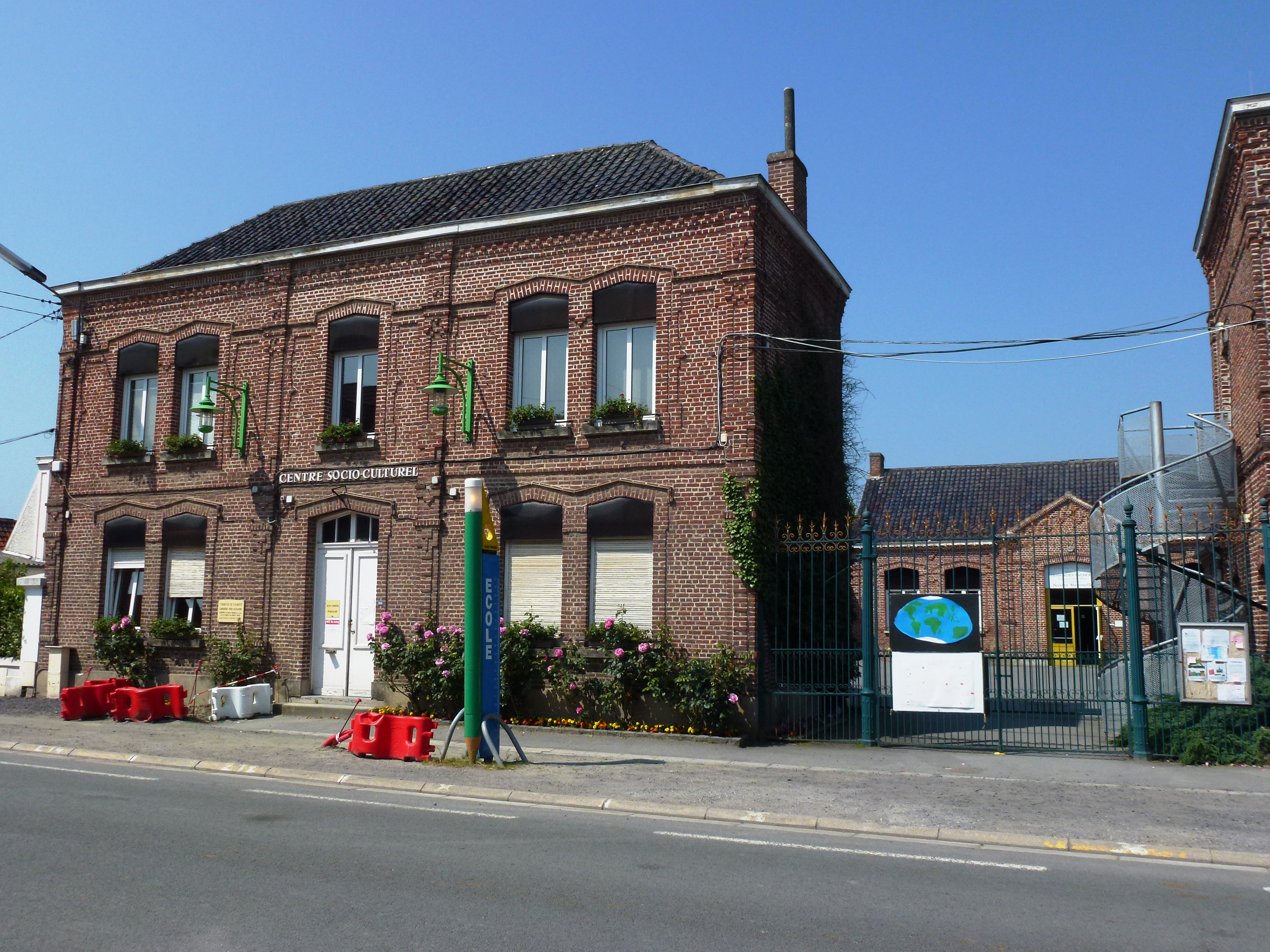
Centre culturel (à gauche) et école (à droite)
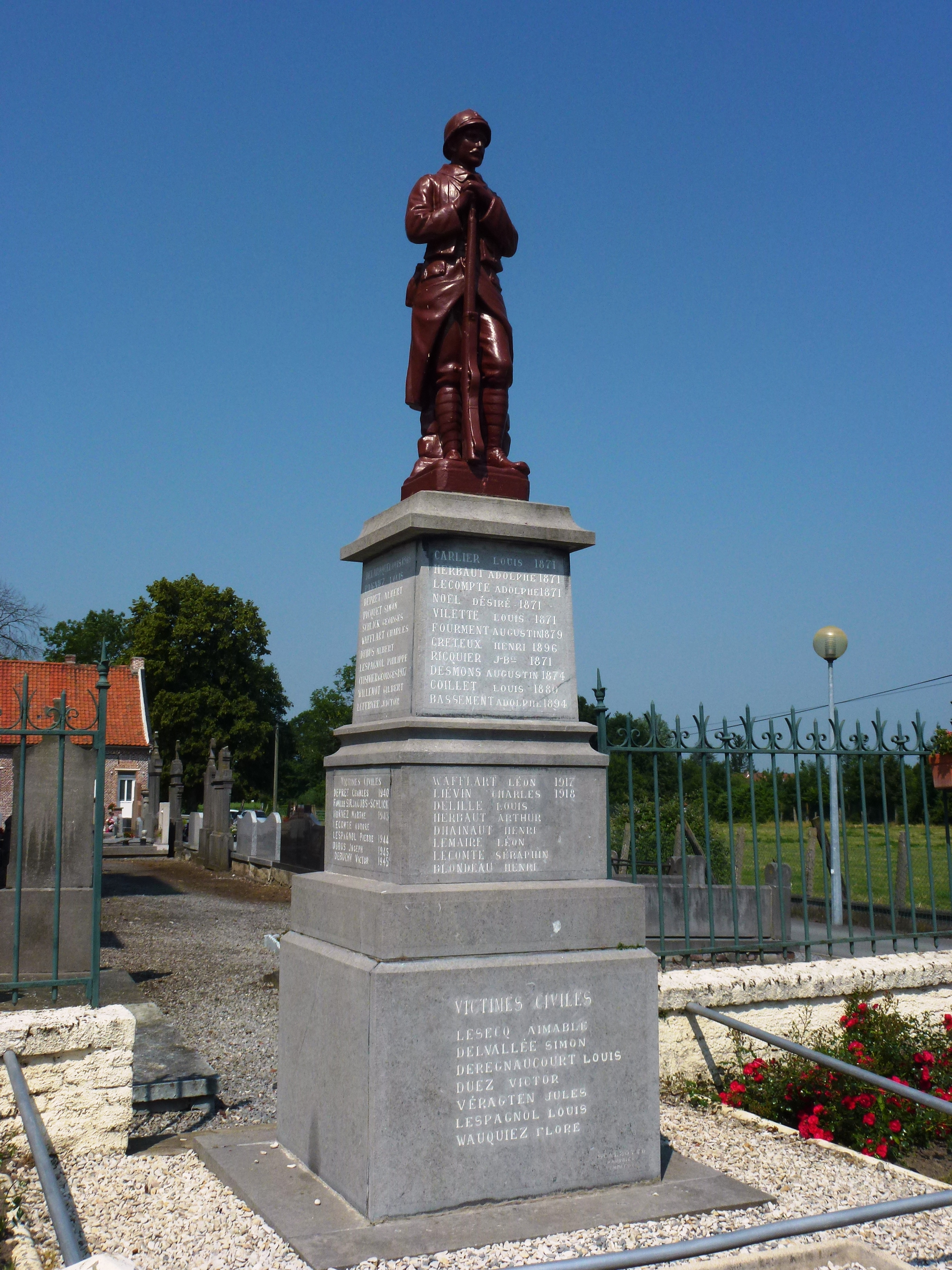
Monument aux morts
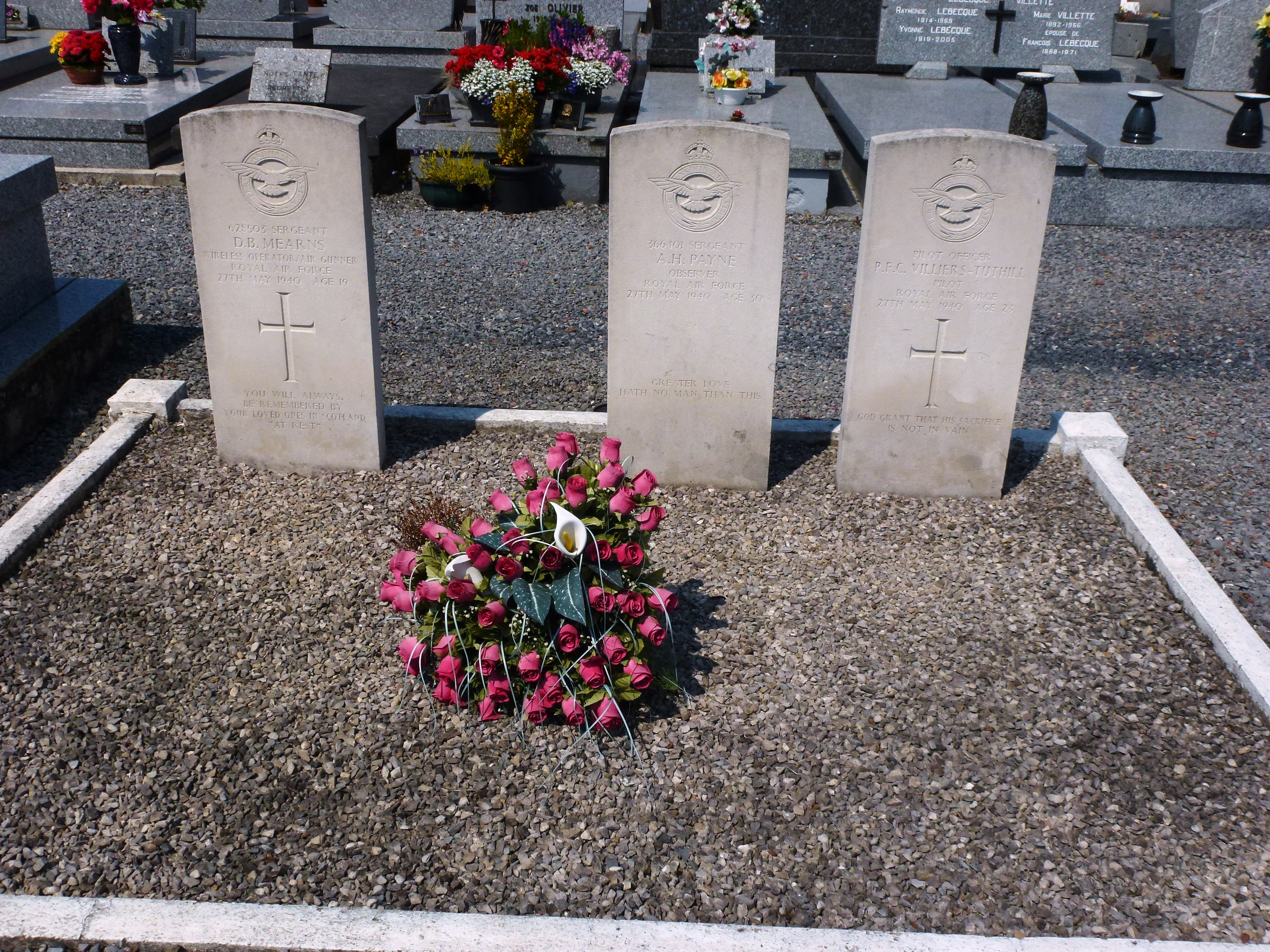
Tombes de guerre de la Commonwealth War Graves Commission

### Personnalités liées à la commune
Jean Baratte (1923-1986), footballeur international français, y est mort.

### Folklore
Faumont a pour géants Joseph, Louise et Jules.

### Héraldique
| Blason de Faumont | Blason  | Gironné d'or et d'azur de dix pièces et un écusson de gueules brochant en abîme sur le tout. |
| Blason de Faumont | Détails | Le statut officiel du blason reste à déterminer.                                             |

## Pour approfondir